# 张在元
张在元（1950年—2012年5月9日），中国著名建筑师，湖北公安县人。張在元是武汉大学建筑系创建者，曾任该校城市设计学院教授及院长。

## 简介
张在元早年从事建筑设计，由刘道玉从武汉城建学院调入武汉大学。1987年经由钱学森资助创建中国大陆第一个建筑系。后留学东京大学，师从槙文彦，并获工学博士学位。之后主持大型国家建筑设计项目，2005年4月25日，受聘为武汉大学城市设计学院教授及院长，为一级注册建筑师，聘期4年。
2007年，張在元身患运动神经元病变，失去生活自理能力，靠呼吸机维生。2009年4月30日武汉大学派负责人在他病床前宣布不再连续聘任合同，不再负担医疗费用，引起社会争议。武汉大学人事部负责人表示，张在元老师在武大的工作合同属于聘期制合同，所谓解聘实际上是聘期已满，合同自行终止，不再续聘。